# Paróquia Santa Cruz (Aguaí)
Paróquia Santa Cruz (antiga Paróquia São Sebastião da Colina) igreja católica na cidade paulista de Aguaí.

## História
Pelo ano de 1985 começou a se organizar uma Comunidade no Bairro Siriri, reunindo-se nas casas e celebrando a Eucaristia uma vez ao mês. Nos anos seguintes, essa comunidade desapareceu e reapareceu várias vezes, até que em 1995 foi cedida, pela Prefeitura, uma parte da praça Teotônio Vilela para a construção de uma Igreja e aí se definiu seu nome como Comunidade Santa Cruz. Esse foi o nome escolhido porque nessa mesma praça havia uma capelinha chamada Santa Cruz, que foi demolida, aonde o povo aguaiano, desde muito tempo, ia em procissão aguar a cruz para pedir chuva. Em 1996, a seminarista Iran Rodrigues das Graças organizou a comunidade e a ajudou a se animar e realizar os trabalhos pastorais.
Em 1997, o padre Antônio de Pádua Dias chegou e a pastoreou por seis anos e meio, iniciando a caminhada de preparação para uma futura paróquia. Novos bairros foram nascendo e a comunidade Santa Cruz ficou com um território muito grande, até que em 28 de Janeiro de 2000, o seminarista Carlos Eduardo Alves iniciou a Comunidade São Sebastião da Colina (que tem esse nome por estar no bairro Vista da Colina, única parte elevada da cidade que é, quase na sua totalidade, plana), com encontros nas casas e, algum tempo depois, celebração mensal da Eucaristia. Com a saída de Pe. Antônio, em 2003, houve uma séria redução da participação nas atividades pastorais e nas celebrações, em ambas as comunidades, e alguns seminaristas lideraram os trabalhos enquanto não era designado um padre para aquele setor.
Em dezembro de 2004, retornou, à Paróquia Senhor Bom Jesus, o seminarista Carlos Alves, sendo enviado para continuar ajudando nos trabalhos pastorais dessas comunidades que começaram a ser chamadas de Setor Santa Cruz. Com sua ordenação presbiteral, em 30 de dezembro de 2005, foi designado para ser o padre responsável por dar continuidade à preparação da futura paróquia, o que fez reorganizando todo o trabalho pastoral e promovendo as estruturas necessárias para o desmembramento da Paróquia Senhor Bom Jesus, como a compra do terreno da futura Matriz. Em outubro de 2008, dom David Dias Pimentel anunciou a data da criação da Paróquia e sua sede na Igreja São Sebastião da Colina (ainda em construção), por ser mais central no território paroquial que ganhou uma extensa zona rural.
Na noite do dia 15 de Fevereiro de 2009, numa solene missa na Igreja Santa Cruz, Dom David criou e instalou a Paróquia e deu posse a seu primeiro pároco. No dia 5 de dezembro de 2011, o padre Carlos Eduardo Alves encerrou seu ministério nessa Paróquia, ao ser transferido para Mogi Guaçu, para ser o pároco da Paróquia Santa Teresinha do Menino Jesus.
Na noite do dia 11 de Dezembro de 2011, Dom David empossou, como segundo pároco, o padre Edward Gregório Júnior, vindo da reitoria do Seminário São João Maria Vianney de Mogi Guaçu, que encerrou seu paroquiato no dia 29 de outubro de 2017, sendo transferido para a Paróquia Santo Antônio de Tambaú.
Na noite do dia 1° de novembro de 2017, Dom Antônio Emídio Vilar, SDB empossou o Pe. Anderson Ricardo Pereira (vindo da Paróquia Santa Cruz de Santa Cruz das Palmeiras, onde era Vigário Paroquial) como o 3° pároco.
Enquanto a Paróquia ainda se chamava São Sebastião da Colina e não se tinha a Igreja Matriz (no bairro Vista da Colina) acabada, funcionava a Igreja Santa Cruz (demolida) como Matriz provisória. A Paróquia contava, em 2011, com 5 comunidades urbanas: São Sebastião da Colina, Santa Cruz, São João Batista, Santo Antônio de Sant'Anna Galvão e Santo Antônio de Pádua, e 3 rurais (Santo Expedito, São Benedito e Santa Isabel) e cerca de 8 000 habitantes.
Em 14 de setembro de 2016, a Paróquia teve seu nome mudado para Paróquia Santa Cruz. A Comunidade São Sebastião da Colina teve seu nome mudado para Nossa Senhora de Fátima. A Igreja Matriz ficou sendo a nova Igreja Santa Cruz, construída sobre o terreno onde existia a antiga Matriz Provisória.

### Párocos e padres
1. Pe. Carlos Eduardo Alves (15 de fevereiro de 2009 - 5 de dezembro de 2011)
2. Pe. Edward Gregório Júnior (11 de dezembro de 2011 - 29 de outubro de 2017)
3. Pe. Anderson Ricardo Pereira (01 de novembro de 2017 até os dias atuais)